# Cyanella

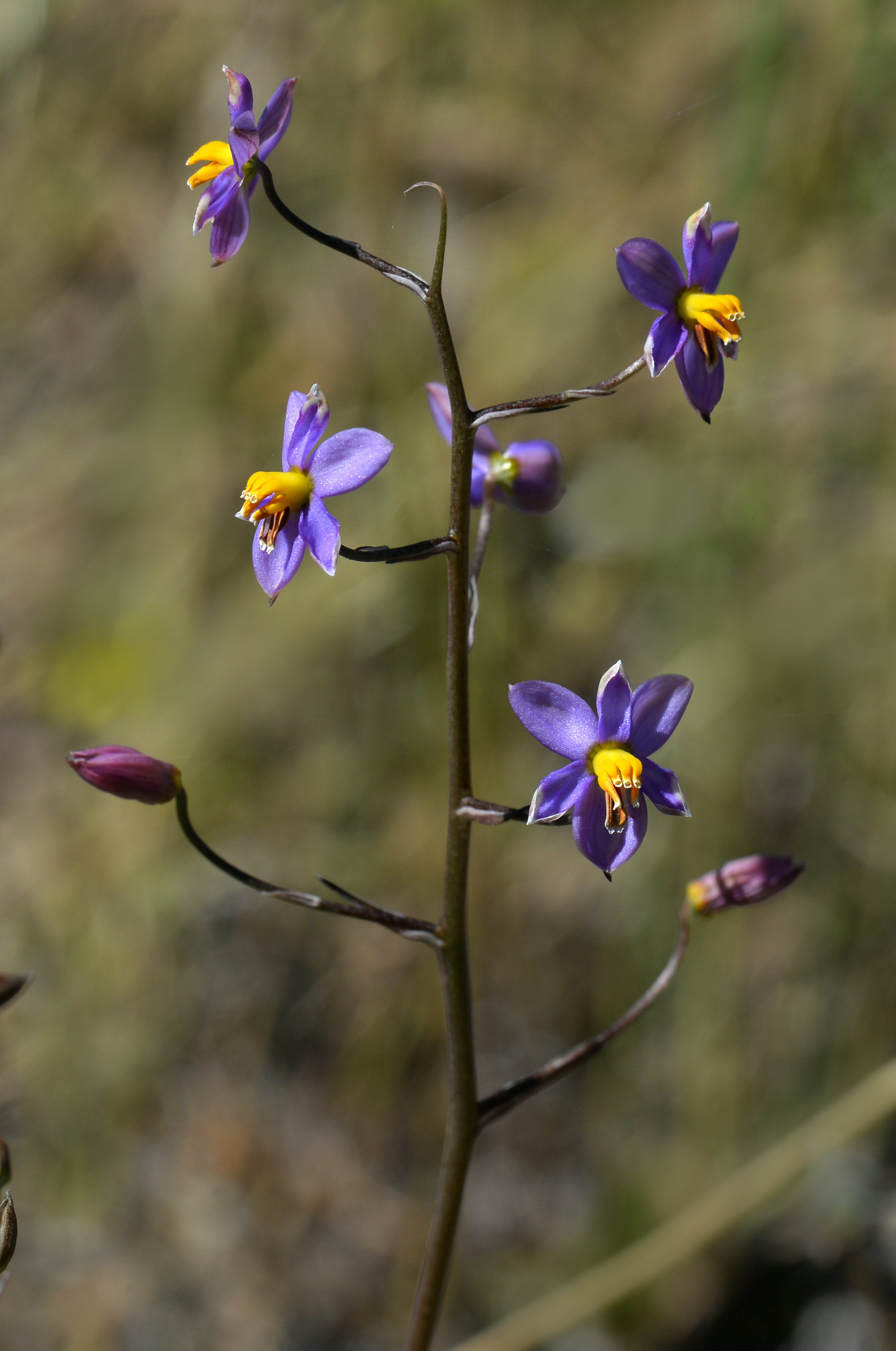
Cyanella hyacinthoides

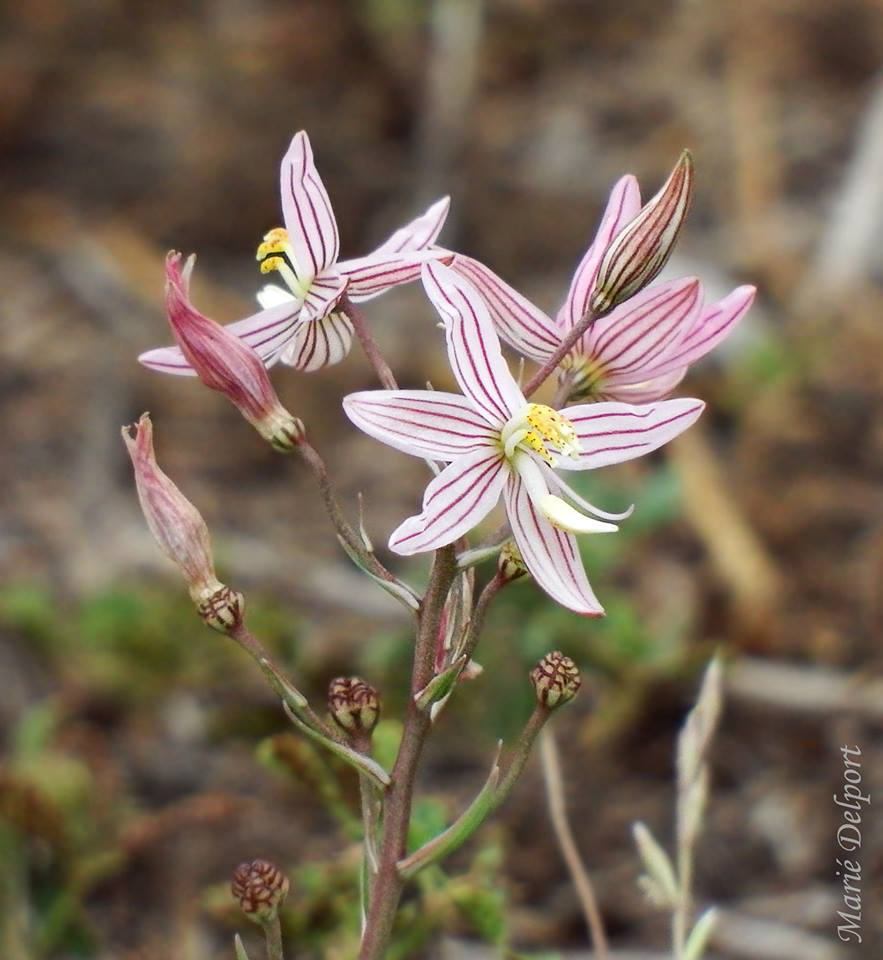
Cyanella lutea

Cyanella Royen ex L. – rodzaj roślin należący do rodziny Tecophilaeaceae, obejmujący 9 gatunków występujących w południowej Afryce. Gatunek Cyanella hyacinthoides Royen ex L. został introdukowany do Australii Zachodniej, gdzie uległ naturalizacji. Nazwa rodzaju jest żeńskim zdrobnieniem greckiego słowa κυανός, oznaczającego barwę niebieską, i odnosi się do koloru kwiatów tych roślin.

## Obszar występowania i siedliska
Cyanella występuje endemicznie w Afryce Południowej i Namibii, na obszarze ograniczonym do regionu opadów zimowych: w Państwie przylądkowym, Namaqualand i południowej części Namibii. Region ten otrzymuje od 40% do 100% rocznych opadów w miesiącach zimowych. Jedynie Cyanella lutea występuje również na obszarze opadów letnich.
Gatunki Cyanella można podzielić na dwie grupy różniące się obszarem naturalnego występowania oraz budową kwiatu:
- grupa obejmująca C. orchidiformis, C. cygnea i C. ramosissima, o trzech górnych i trzech dolnych pręcikach, która występuje głównie na południu Namibii, w Richtersveld i Namaqualand,
- grupa obejmująca C. hyacinthoides, C. aquatica, C. alba i C. lutea, o pięciu górnych pręcikach i jednym dolnym, której obszar występowania ciągnie się od Namaqualand do Półwyspu Przylądkowego na południu i do Makhanda na wschodzie.

C. hyacinthoides i C. lutea, o największym obszarze występowania, zasiedlają różne gleby i występują na wysokości od poziomu morza do 1000 m n.p.m. C. orchidiformis i C. alba zasiedlają gleby gliniaste na brzegach strumieni, w suchych korytach rzek lub między skałami zapewniającymi ochronę przed suszą. C. aquatica i C. ramosissima zasiedlają nisze wśród dużych głazów w sezonowo podmokłej glinie.

## Morfologia
PokrójRośliny zielne o wysokości 12–40 cm.
PędPodziemna bulwocebula o długości 2,5–10 cm, pokryta włóknistą lub twardą tuniką.
LiścieLiczne, odziomkowe, zebrane w rozetę, czasem kępiaste, gładkie do skórzastych, zwykle nagie, rzadziej włochate. Blaszki nitkowate, równowąskie, równowąsko-lancetowate lub jajowate, całobrzegie, karbowane, drobno ząbkowane, niekiedy falisto wcinane.
KwiatyGrzbieciste, wsparte przysadkami, wyrastające pojedynczo lub zebrane w grono. Okwiat 6-listkowy, z listkami w dwóch okółkach, wolnymi, o wielkości 8–20 × 3–10 mm, barwy białej, niebieskiej, żółtej, fioletowej lub różowej, często wyraźnie żyłkowane lub wzorzyste. 6 pręcików położonych w dwóch grupach: 3 na górze i 3 na dole lub 5 na górze i 1 na dole, w zależności od gatunku. Nitki igiełkowate lub łopatkowate, wolne lub zrośnięte na części długości, u nasady główki wnikają między pylniki w postaci łącznika. Pylniki strzałkowate, łyżkowate lub rurkowate, żółte lub fioletowe, czasami plamiste. Słupek górny kołozalążniowy, zalążnia trójkomorowa, kulista, z licznymi zalążkami położonymi kątowo.
OwoceTorebki otwierające się trzema klapami, kuliste do jajowatych, o długości 2-4 mm, zawierające liczne czarne, jajowate nasiona o pomarszczonej łupinie.

## Biologia
RozwójWieloletnie geofity cebulowe. Uważa się, że rośliny są zapylane przez ciężkie pszczoły, które wibrując powodują uwalnianie pyłku.
GenetykaKomórki Cyanella mają 16, 20, 22, 24, 28 lub 48 chromosomów, tworzących odpowiednio 8, 10, 11, 12, 14 lub 24 pary homologiczne.

## Systematyka
Jeden z rodzajów w rodzinie Tecophilaeaceae.
Gatunki
- Cyanella alba L.f.
- Cyanella aquatica Oberm. ex G.Scott
- Cyanella cygnea G.Scott
- Cyanella hyacinthoides Royen ex L.
- Cyanella lutea L.f.
- Cyanella marlothii J.C.Manning & Goldblatt
- Cyanella orchidiformis Jacq.
- Cyanella pentheri Zahlbr.
- Cyanella ramosissima (Engl. & Krause) Engl. & K.Krause

## Zagrożenie i ochrona
Cyanella aquatica jest ujęty w Czerwonej Księdze Gatunków Zagrożonych IUCN jako gatunek narażony na wyginięcie. Roślina ta znana jest z 6 lokalizacji w okolicach Cederberg, a jej zasięg występowania nie przekracza 60 km². Istnieje mniej niż 500 dojrzałych osobników.

## Zastosowania
Bulwocebule Cyanella hyacinthoides są zbierane przez lud Khoikhoi i spożywane na surowo, gotowane w mleku lub smażone.
Niektóre gatunki uprawiane są jako rośliny ozdobne.